# Sumner (Geórgia)
Sumner é uma cidade  localizada no estado americano de Geórgia, no Condado de Worth.

## Demografia
Segundo o censo americano de 2000, a sua população era de 309 habitantes.
Em 2006, foi estimada uma população de 309, um aumento de 0 (0.0%).

## Geografia
De acordo com o United States Census Bureau tem uma área de 2,8 km², dos quais 2,8 km² cobertos por terra e 0,0 km² cobertos por água. Sumner localiza-se a aproximadamente 128 m acima do nível do mar.

## Localidades na vizinhança
O diagrama seguinte representa as localidades num raio de 24 km ao redor de Sumner.